# استان موخوس

نمایی از موخوس

استان موخوس (انگلیسی: Moxos Province) یک استان در استان بنی در بولیوی است. این استان دارای یک شهرداری است.